# Segundo libro de piezas para clave de Couperin

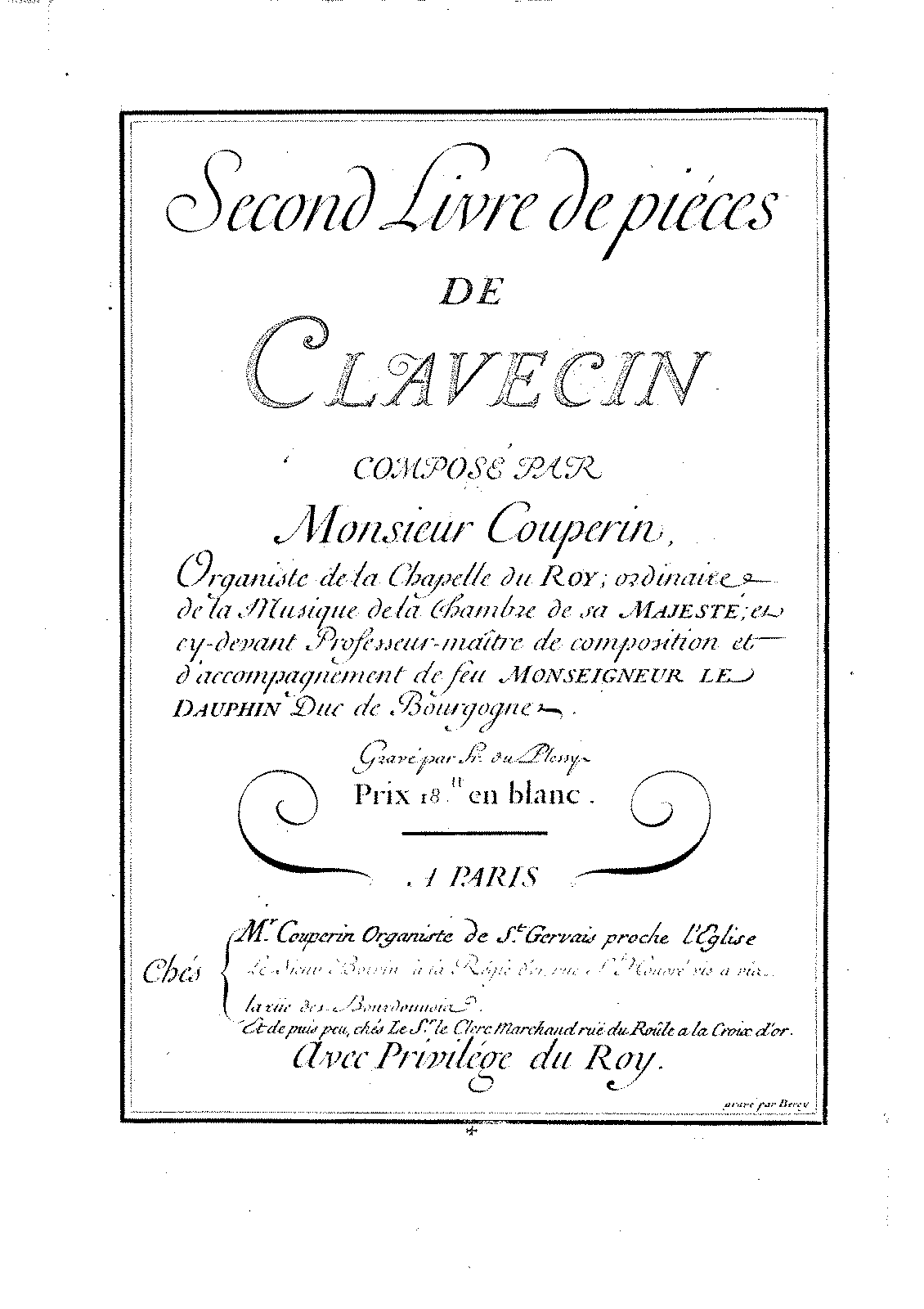
François Couperin - Segundo libro de clavicémbalo

El Segundo libro de piezas para clave de François Couperin se cree que fue publicado en 1716.

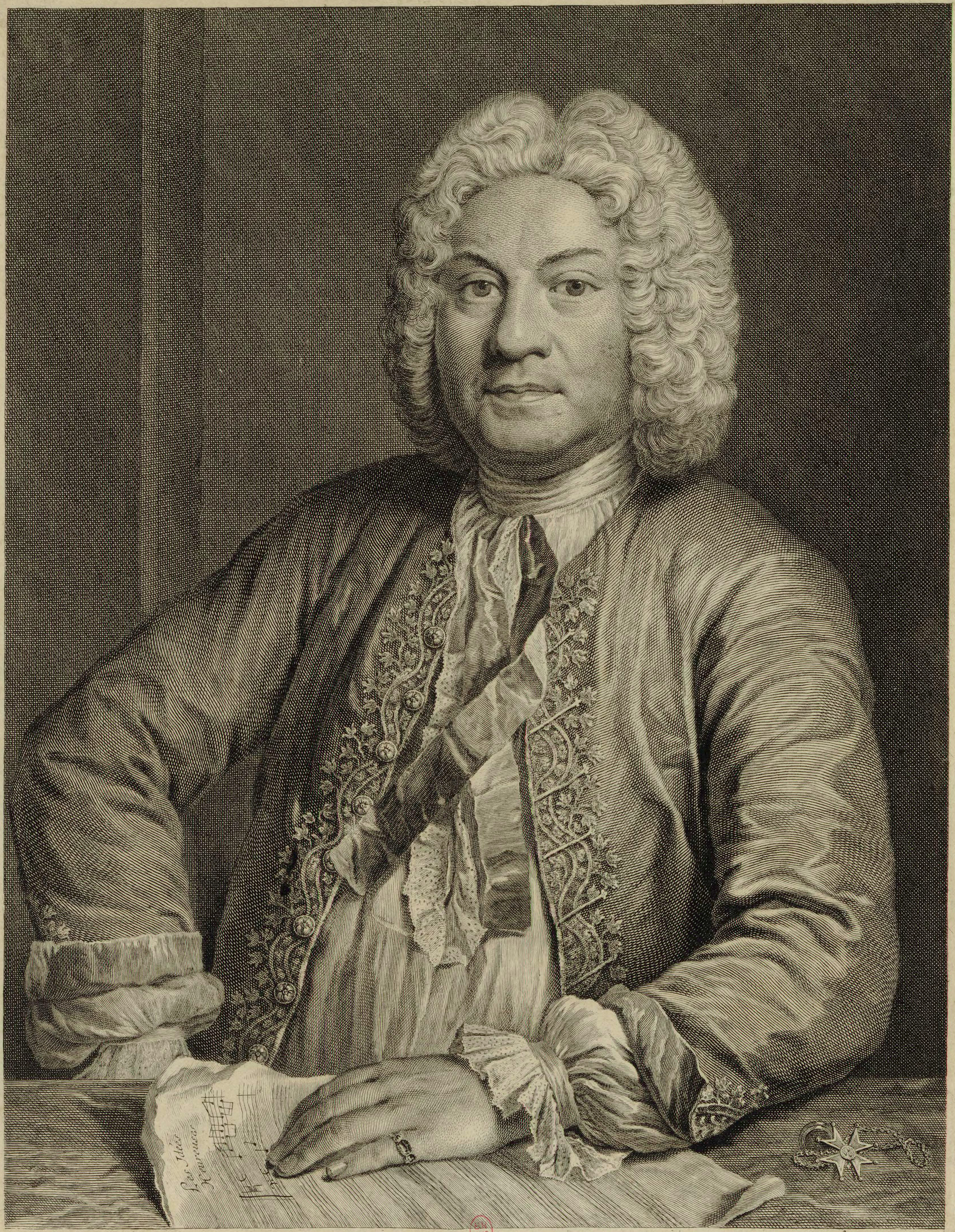
François Couperin

## Publicación
Es el único libro de los cuatro libros para teclado de este compositor cuya fecha precisa de primera publicación no se conoce. Se sitúa cronológicamente entre las dos primeras ediciones de su tratado, El arte de tocar el clavicémbalo, que se publicaron respectivamente en 1716 y 1717, según su prefacio. En este prefacio, Couperin expone extensamente las diversas razones que le impidieron publicar el Segundo libro tan pronto como lo había planeado, en particular la publicación de dicho tratado y el deseo de no obstaculizar la publicación del Cuarto Libro de piezas para viola de gamba de Marin Marais, ya que utilizaban el mismo grabador e impresor.

## Planteamiento
Escrito después de la muerte de Luis XIV, este libro marca la liberación del estilo de Couperin, que ya no está limitado por las preferencias del rey, más bien tradicionalistas: comienza, con mayor o menor regularidad, a agrupar sus piezas por afinidades. Como es habitual, todas las indicaciones de interpretación son a veces muy detalladas, por ejemplo: Medido, sin lentitud, Tiernamente, ligeramente y ligado, de una ligereza graciosa y ligada, etc.
Actualmente estas piezas se interpretan indistintamente al clave o al piano. Uno de sus intérpretes al piano indica al respecto:
El fetichismo instrumental apenas existía en la época de Couperin. Siempre me ha parecido natural tocar su obra en el piano; el instrumento moderno (Steinway) tiene la ventaja (entre otras cosas) de rastrear toda la versatilidad del discurso cuperiniano.

## Contenido de la colección
La colección comprende siete órdenes (números 6 al 12), que suponen en total 31 piezas de desigual importancia.
Uno de sus intérpretes, Pierre Etcheverry, dice al respecto: “Los cuatro libros y preludios para clave de François Couperin representan sin duda la parte más íntima de su obra. Los títulos de las piezas suelen seguir siendo enigmáticos. ¿Retratos, dedicatorias? La literatura musicológica ha ofrecido numerosas interpretaciones pero ninguna certeza. Los temas mitológicos y paródicos son ciertamente más fáciles de entender, al igual que el bestiario cuperiniano que nos adentra en una poesía algo más concreta. Miniaturas que no deben hacernos perder de vista el Orden que las une: unidad tonal en un mismo Orden (mayor/menor) y ciertas relaciones motívicas (ciertamente muy discretas) que pueden constituir un recorrido coherente."

### Sexto orden
El sexto orden, en si bemol mayor, tiene una atmósfera lúdica y bucólica: Los Cosechadores, Los Tiernos Langueros, El Piar (Rondeau), El Bersan, Las Misteriosas Baricadas ( sic, Rondeau), Los Apriscos (Rondeau), El Chisme, El Mosquito. Algunas de las cuales se encuentran entre las piezas más conocidas de Couperin.
Las Baricadas misteriosas son una pieza emblemática del estilo quebrado o estilo de laúd propio de la Escuela de Clavicémbalo francesa; no conocemos el significado de este título particularmente “sibilino”, pero Norbert Dufourcq lo explica por la colisión de notas “tardías, prolongadas” en una canción “de infinito encanto y tristeza”; a menos que lo veamos más simplemente como una alusión a la preciosa perífrasis que alude al repique de las campanas de París (conferencia de Bertrand Porot organizada por la asociación Clavecin-en-France el 19 de marzo de 2017), o incluso a la elaboración del vino (y más precisamente al prensado de la uva).
Los Apriscos, pieza muy famosa y perfecto ejemplo de la forma muy francesa del “rondeau”, fue copiada por Juan Sebastian Bach en el Pequeño libro de Anna Magdalena Bach (segundo cuaderno de 1725) y Louis Marchand, famoso rival de Couperin, se atribuyó también el mérito de su composición.

### Séptimo orden
El séptimo orden, en sol, es de atmósfera voluptuosa: La Ménetou (Rondeau), Las Pequeñas Edades, La Basque, La Chazé, Los Amusemens (sic, Rondeau).
Las Pequeñas Edades es un ciclo como tantos otros que encontramos en su obra. Se compone de cuatro partes que se suceden sin interrupción: La Musa Emergente, El Niño, El Adolescente (Rondeau) y Las Delicias (Rondeau).

### Octavo orden
El octavo orden, en si menor, es de un carácter serio, incluso trágico. Es el último (y el único de esta colección) que incluye, junto a otras piezas, las cuatro danzas que tradicionalmente constituyen una suite francesa: Rafaela, Alemanda, Courante, Segunda Courante, Sarabanda, Gavota, Rondeau, Giga, Passacaglia (Rondeau), Morinète. Dos de estas piezas se encuentran entre las obras maestras de Couperin: La Rafaela y la Passacaglia, que él especifica como “Rondeau", una pieza de oscura grandeza y una violencia inusual , una de las cumbres de la música para teclado.

### Noveno orden
El noveno orden evoca gracia, alegría y galantería. Es uno de esos casos en los que nos encontramos en el mundo de Watteau, que estaba entonces en medio de su mejor período creativo. Las piezas son Alemanda, La refrescante, Los encantos, La princesa de Sens (rondó),  La olímpica, La insinuante, La seductora, La bavoleta flotante (sic, rondó), El pequeño luto o Las tres viudas, Minueto. La primera pieza, Alemanda, está escrita para dos claves y produce "armonías raras y disonantes" .

### Décimo orden
El décimo orden está en re mayor. La tonalidad de re mayor se consideraba "alegre y guerrera" por muchos músicos de la época:es el carácter de este orden. Sus partes son: La Triunfante, La Mézangère, La Gabriela, La Nointéle, La Fringante, La Amazona (sic), Las Bagatelas (rondó, pieza cruzada ). La primera pieza, La Triomphante, es un ciclo en tres partes que se suceden una tras otra: "Sonidos de guerra; lucha", "La alegría de los vencedores (rondó)", "Fanfarria". Couperin se sacrifica aquí a la tradición de las "batallas" ya homenajeada en numerosas ocasiones y tal como hicieron Clément Janequin y Jean-François Dandrieu que publicaron poco después (en 1718) un concierto para instrumentos titulado Les Caractères de la Guerre.

### Undécimo orden
El undécimo orden, en do mayor, se divide en dos partes en que la primera que es aérea y ligera (La Castellana, La Chispeante, Las Gracias Naturales, La Zénobia). La segunda parte está formada por un ciclo lleno de ironía respecto a las menestralía, una corporación de músicos con la que Couperin y algunos de sus colegas habían entrado en conflicto: Los esplendores de los grandes y antiguos Mxnxstrxndxsx: El nombre no se cita explícitamente para evitar dificultades legales, pero se sugiere de forma más que transparente. Este es un ejemplo de música de programa que se describe en cinco actos: "Los notables y jurados Mxnxstrxndxurs", "Los viejos y los mendigos", "Los malabaristas, saltadores y acróbatas, con los osos y los monos", "Los inválidos, o personas lisiadas al servicio del Gran Mxnxstrxndxsx", Finalmente "Desorden y desbandada de toda la tropa, ocasionada por los Borrachos, los Monos y los Osos".

### Duodécimo orden
El duodécimo orden, en mi, oscila entre la atmósfera doméstica y la mitológica: Los Gemelos, La Íntima, La Galante, La Coribante, La Vauvré, La Hilandera, La Boulonoise y La Atalanta.

## Discografía
Couperin - Complete Works on Piano. Century recordings, Pierre Etcheverry
Obras para clavicémbalo (completas):
- Obras para clavicémbalo - Kenneth Gilbert (1972, 10 CD Harmonia Mundi )
- Obras para clavicémbalo - Scott Ross (1977, 12 CD)
- Obras para clavicémbalo - Noëlle Spieth (1990, Solsticio )
- Obras para clavicémbalo - Christophe Rousset (1992-1995, 11 CD, Harmonia Mundi)
- Obras para clavicémbalo - Olivier Baumont (1995, 10 CD Erato / Warner )